# 1997年5月逝世人物列表
1997年逝世人物列表：1月 - 2月 - 3月 - 4月 - 5月 - 6月 - 7月 - 8月 - 9月 - 10月 - 11月 - 12月
1997年5月逝世人物列表，是用於匯總1997年5月期間逝世人物的列表。

## 依日期排序

### 1日
- 埃琳娜·阿爾鐵裡，80歲，義大利女演員。
- 特裡迪布·喬杜裡，85歲，印度政治家和印度獨立活動家。
- 羅素·克利里，63歲，美國釀酒師，死於心臟手術併發症。[1]
- 費爾南德·杜蒙特，69歲，加拿大社會學家、哲學家和神學家。[2]
- 弗里德爾·道伯，86歲，德國高山和越野滑雪運動員。[3]
- 吉姆·麥克唐納，81歲，美式橄欖球運動員和教練。[4]
- 亞瑟·米爾恩，82歲，蘇格蘭足球運動員。
- 波·维德伯格，66歲，瑞典演員和電影導演，死於胃癌。[5]

### 2日
- 雷蒙德·薩理夫·伊斯蒙，84歲，塞理昂醫生和作家
- 约翰·卡鲁·埃克尔斯，94歲，澳大利亞神經生理學家，諾貝爾生理學或醫學獎得主[6]
- 海因茨·埃倫伯格，83歲，德國生物學家、植物學家和生態學家[7]
- 保罗·弗莱雷，75歲，巴西教育家和哲學家
- 沃爾特希爾，62歲，美國連環殺手
- 羅賓·基納漢，80歲，北愛爾蘭政治家和橙色教團成員[8]
- 維爾納·洛特，89歲，二戰時期德國潛艇指揮官
- 拉爾夫·麥克雷恩，78歲，加拿大花樣滑冰運動員
- 摩爾太后，98歲，非裔美國民權領袖小說家[9]
- 基思·R·波特，84歲，加拿大裔美國細胞生物學家[10]
- 尤金·威爾，81歲，美國小說家[11]
- 吉米·威爾遜，77歲，美國黑人聯盟棒球運動員[12]

### 3日
- 布魯斯·比瑟姆，61歲，新西蘭學者及政治家
- 格里特·登·布拉伯，68歲，荷蘭作曲家及作詞家[13]
- 塞巴斯蒂安·安灼拉，21歲，法國賽車手
- 休伊·格林，77歲，英國電視節目主持人和演員[14]
- 約翰·朱諾，78歲，英國記者
- 路易·拿破崙，83歲，波拿巴王朝後裔
- 納西索耶佩斯，69歲，西班牙結他手[15]

### 4日
- 蘇海爾·卡拉馬維，85歲，埃及作者及政治人物[16]
- 杰羅姆·奧爾登，76歲，美國電視劇導演、編劇[17]
- 维贾雅南达·达哈纳亚克，95歲，斯里蘭卡政治人物
- 埃辛·恩金，51歲，土耳其音樂家、作曲家和電影演員，死於白血病。
- 達尼洛·菲奧拉萬蒂，83歲，意大利體操運動員[18]
- 希拉里·格里維奇，19歲，美國體操及跳水運動員[19]
- 費爾南多·埃爾南德斯，52歲，哥斯達黎加足球運動員
- 李米格林，72歲，美國商人及慈善家[20]
- 阿爾維摩爾，75歲，美國演員[21]
- 莱曼·布拉德福德·史密斯，92歲，美國植物學家[22]
- 婁斯塔西斯，44歲，美國作家、評論家及編輯

### 5日
- 鮑勃·布里格斯，52歲，美國欖球運動員[23]
- 喬治伯恩斯，86歲，英國陸軍軍官
- 華特·戈泰，73歲，德國演員.[24]
- 艾倫·古索，65歲，美國藝術家、作家和環保主義者[25]
- 麥理·肯普頓，79歲，美國記者，普利策獎得獎者[26]
- 大衛謝爾曼，81歲，美國攝影記者及編輯[27]

### 6日
- 里奇·邦德，74歲，美國歌手及演員[28]
- 悉尼·約瑟夫·弗里德伯格，82歲，美國藝術史學家及策劃人[29]
- 豪爾赫·馬丁內斯·德奧約斯，76歲，墨西哥演員[30]
- 約翰·愛德華茲·希爾，68歲，英國哺乳動物學家
- 君特·傑施克，75歲，德國演員[31]
- 汪猷，86歲，中國有機代化學家

### 7日
- 約翰·C·埃沃斯，87歲，美國民族學家及博物館館長[32]
- 葉漢，93歲，中國賭聖
- 喬治林奇，78歲，美國賽車手[33]
- 湯姆·萊森斯，62歲，加拿大政治家

### 8日
- 約阿希姆·安格邁爾，73歲，德國商人及政治家
- 拉爾夫·溫德爾·阿霍，85歲，美國神學家[34]
- 斯科特·卡彭特，22歲，美國兇手
- 帕特休斯，94歲，英國網球運動員
- 伯恩哈德努尼，88歲，愛沙尼亞足球運動員
- 克拉拉·奧特森，85歲，挪威政治人物
- 農齊奧·普洛文扎諾，74歲，美國黑幫
- 威廉·R·羅亞爾，92歲，美國空軍潛水員
- 邁克爾謝爾比，64歲，英國政治家[35]
- 凱-烏韋·馮·哈塞爾，84歲，德國政治家[36]
- 米歇爾琳·克尼·沃爾什，77歲，愛爾蘭歷史學家[37]
- 鮑勃惠徹，80歲，美國職業棒球運動員[38]

### 9日
- 拉亞阿泰亞，71歲，阿拉伯世界首位女議員
- 鮑勃德瓦尼，82歲，美國欖球教練[39]
- 馬可費雷里，68歲，意大利電影導演、編劇及演員[40]
- 威利·赫斯，90歲，瑞士音樂學家及作曲家[41]
- 可爱和美，32歲，日本女演員
- 麗娜拉斯尼爾，86歲，魁北克詩人[42]
- 奧古斯托·塞斯佩德斯，94歲，玻利維亞作家、政治家、外交官及記者
- 保羅扎斯圖涅維奇，75歲，美國服裝設計師
- 张佐，75岁，马来西亚游击队指挥员，马来亚民族解放军第六突击队指挥员

### 10日
- 伯納德·安德森，77歲，美國爵士小號手。
- 哈辛托·金科塞斯，91歲，西班牙足球球員和教練[43]
- 席爾瓦諾·特蘭基利，71歲，義大利演員。[44]
- 瓊·韋斯頓，62歲，美國輪滑德比滑冰運動員，死於克雅氏病。[45]

### 11日
- 威廉·拉格斯代爾·坎農，81歲，美國神學家，聯合衛理公會主教。[46]
- 大衛·克裡斯蒂，49歲，法國創作型歌手，自殺。[47]
- 厄尼·菲爾茲，92歲，美國長號手、鋼琴家、編曲家和樂隊領隊。
- 吉寧·格雷厄姆，70歲，英國女演員。
- 迪恩·凱利，70歲，美國法律學者，死於癌症。[48]
- 凯瑟琳·麦克劳德，75歲，美國女演員。[49]
- 霍華德·莫頓，71歲，美國演員，中風。
- 彼得·斯塔克波爾，83歲，美國攝影師。[50]

### 12日
- 路易士·巴巴林，94歲，美國爵士鼓手。[51]
- 查理斯-亞瑟·高蒂爾，84歲，加拿大政治家。
- 伊日·佩茨卡，79歲，捷克男子划艇運動員。[52]
- 亨德里庫斯·普倫特，83歲，荷蘭足球運動員。
- 亞伯拉罕·斯特恩，61歲，以色列政治家。[53]
- 弗蘭克·A·溫斯特羅姆，93歲，美國政治家[54]

### 13日
- 勞里·李，82歲，英國詩人，小說家和編劇[55]
- 卡洛斯·奧古斯托·萊昂，82歲，委內瑞拉詩人、歷史學家、政治家和科學家。
- 湯米·特倫廷，69歲，美國搖擺和硬波普小號手和作曲家。[56]
- 兹登卡·韦日米若夫斯卡，83歲，捷克女子體操運動員。[57]
- 愛德華·扎哈羅夫，22歲，俄羅斯拳擊手[58]

### 14日
- 姜巴·巴特蒙赫，71歲，蒙古共產黨政治家。
- 梅爾·貝，84歲，美國音樂家和音樂出版商。
- 小哈裡·布萊克斯通，62歲，美國魔術師和電視表演者[59]
- 塞爾瑪·卡彭特，75歲，美國爵士歌手和女演員[60]
- 撒母耳·霍伊特·埃爾伯特，89歲，美國語言學家。[61]
- 艾倫·弗蘭，77歲，義大利裔美國演員。[62]
- 莫頓·海利格，70歲，美國虛擬實境技術先驅和電影製片人。
- 鮑里斯·帕薩達尼安，72歲，亞美尼亞-愛沙尼亞作曲家。
- 瓦·彼特，50歲，英國短跑運動員。[63]
- 貝西·勛伯格，90歲，德裔美國舞蹈家和編舞家。[64]

### 15日
- 奧斯卡·伯傑，96歲，美國社論漫畫家。[65]
- 大衛·馬丁，89歲，美國政治家
- 特雷弗·波蒂烏斯，63歲，英格蘭足球運動員和教練。
- 薩阿達拉·萬諾斯，敘利亞劇作家[66]

### 16日
- 多納蒂安·馬赫勒·列科·博昆古，56歲，薩伊將軍，被行刑隊處決。
- 弗洛爾·克勞利，62歲，愛爾蘭共和黨政治家。
- 朱塞佩·德·桑蒂斯，80歲，義大利電影導演[67]
- 埃爾布裡奇·德布羅，93歲，美國外交官和大使[68]
- 伯恩斯·麦金尼，78歲，美國籃球運動員和教練。[69]
- 哈裡·查理斯·摩爾，56歲，美國被定罪的殺人犯[70]
- 汪曾祺，77歲，中國作家。[71]

### 17日
- 圖斯滕·阿克曼，95歲，美國籃球運動員。
- 米哈伊爾·比奇科夫，70歲，俄羅斯冰球運動員[72]
- 克裡斯·朱利安，60歲，英國摩托車賽車手，死於旋翼機事故。
- 杜爾加拜·卡馬特，97/98歲，印度電影界第一位印度女演員。
- 羅斯科·孔茨，74歲，美國健康物理學家。[73]

### 18日
- 布里奇特·安徒生，21歲，美國女演員。
- 米哈伊尔·阿尼库申，79歲，蘇聯和俄羅斯雕塑家。
- 霍斯特·李普曼，70歲，德國音樂會發起人和爵士音樂家。[74]
- 保羅·帕內利，71歲，義大利喜劇演員和電影演員，死於肺水腫。
- 安東尼奧·科爾內霍極地，60歲，秘魯學術、文學和文化評論家。[75]
- 索納里奧，94歲，印尼政治家和外交部長。[76]

### 19日
- 亞倫亨利，74歲，美國民權領袖和政治家[77]
- 松布米特拉，81歲，印度演員、導演和劇作家。
- 特洛伊·魯特曼，67歲，美國賽車手[78]
- 帕維爾斯·塞尼切夫斯，72歲，蘇聯體育射擊運動員。[79]

### 20日
- 唐·派克，88歲，英國賽車手。
- 約翰·羅林斯，94歲，美國電影剪輯師和導演。[80]
- 維爾吉利奧·巴爾科·巴爾加斯，75歲，哥倫比亞政治家[81]
- 戈帕爾·永松，53歲，尼泊爾音樂家，死於黃疸併發症。

### 21日
- 威廉·阿斯頓，80歲，澳大利亞政治家。
- 阿瑪薩·斯通·畢曉普，美國核物理學家[82]
- 諾埃爾·布朗，81歲，愛爾蘭政治家。
- 菲奧倫佐·卡爾皮，78歲，義大利作曲家和鋼琴家。[83]

### 22日
- 默特尔·克莱尔·巴舍尔德，89歲，美國化學家和女子陸軍軍官。[84]
- 阿爾齊羅·貝爾貢佐，90歲，義大利建築師和畫家。
- 唐納德·柯蒂斯，82歲，美國演員。[85]
- 赫爾曼·德·科寧克，53歲，比利時詩人、散文家、記者和出版商[86]
- 熱尼爾多·費雷拉·德·法蘭西，巴西狂歡殺手[87]
- 吉米·希爾，82歲，英格蘭足球運動員。[88]
- 阿弗雷德·赫希，88歲，美國生物化學家，諾貝爾生理學或醫學獎獲得者[89]
- 勞爾·戈麥斯·賈廷，51歲，哥倫比亞詩人。[90]
- 亞瑟·米爾恩，82歲，蘇格蘭足球運動員。
- 倫佐·蒙塔尼亞尼，66歲，義大利演員[91]
- 坎迪斯·佩特韋，72歲，美國藝術家。
- 科尼利厄斯·邁克爾·鮑爾，84歲，美國羅馬天主教會主教。
- 拉曼納，74歲，印度電影導演和製片人。
- 羅伯特·拉斯，64歲，美國空軍上將，戰術空軍司令部司令。
- 斯坦尼斯瓦夫·斯維亞涅維奇，97歲，波蘭經濟學家和歷史學家。
- 克勞斯·馮·俾斯麥，85歲，德國廣播員和文化管理員。[92]

### 23日
- 艾莉森·阿德伯格漢姆，85歲，英國時尚記者和作家。
- 詹姆斯·李·拜爾斯，65歲，美國概念和行為藝術家，死於癌症。[93]
- 多蘿西·格列佛，88歲，美國女演員，死於肺炎。
- 小林定义，92歲，日本曲棍球運動員。[94]
- 洛維·李，88歲，美國電藍調鋼琴家和歌手。[95]
- 大衛·勒德倫，86歲，美國歷史學家、氣象學家和作家。[96]
- 阿爾伯特·羅森，73歲，奧地利-愛爾蘭指揮家。

### 24日
- 穆罕默德·法德爾·賈邁利，94歲，伊拉克政治家和總理（1953-1954）。[97]
- 阿蘭姆，70歲，印度教育家和和平宣導者。
- 梓欣平，66歲，日本聲優，喉癌。
- 羅比·布蘭斯庫姆，62歲，美國兒童作家[98]
- 阿方索·德·維努埃薩，38歲，西班牙賽車手，死於交通事故。
- 愛德華·莫爾哈爾，74歲，愛爾蘭演員[99]
- 塞普·維勒，76歲，西德跳臺滑雪運動員。[100]

### 25日
- 西德·比德韋爾，80歲，英國政治家。[101]
- 切斯特·費爾德曼，71歲，美國遊戲節目製作人。
- 傑伊·赫伯特，74歲，美國高爾夫球手。[102]
- 約瑟夫·霍夫曼，88歲，美國編劇。[103]
- 彼得·朗格瑪，40歲，瑞典喜劇演員、演員和男中音。
- 羅納德·韋爾尼厄，86歲，印度短跑運動員。[104]

### 26日
- 傑克·貝內特，76歲，澳大利亞足球運動員。
- 珍妮·羅森塔爾·布拉姆利，87歲，俄裔美國物理學家。[105]
- 詹姆斯·戈登，88歲，美國短跑運動員。[106]
- 拉爾夫·霍爾文，100歲，美式橄欖球運動員和教練。[107]
- 伯納德傑克遜，46歲，美式橄欖球運動員和教練，死於肝癌。[108]
- 傑克·澤西，55歲，荷蘭歌手、作曲家和輕音樂製作人[109]
- 傑克·維納爾，86歲，英格蘭足球運動員。[110]
- 曼弗雷德·馮·阿登納，90歲，德國物理學家和發明家。[111]

### 27日
- 羅伯特·安貝蘭，89歲，法國散文家。[112]
- 亨利·巴拉卡特，83歲，埃及電影導演。.[113]
- 卡爾·馬茨，84歲，美國工作室陶藝家和陶瓷藝術家。[114]
- 阿澤姆·施克雷利，59歲，阿爾巴尼亞作家、詩人、導演和製片人。

### 28日
- 羅納德·V·布克，60歲，美國理論計算機科學家。[115]
- 悉尼·吉拉羅夫，89歲，美國好萊塢美髮師[116]
- 愛德華·穆勒，77歲，法國公路自行車賽車手。[117]
- 成洛雲，71歲，韓國足球前鋒。
- 約翰·H·森斯塔克，84歲，美國報紙出版商[118]
- 约翰·斯塔克，73歲，美國X射線工程師，賽艇運動員和奧運冠軍。[119]
- 塔季揚娜·蘇馬羅科娃，74歲，二戰期間的蘇聯飛行導航員。

### 29日
- 傑夫·巴克利，30歲，美國歌手、詞曲作者和吉他手[120]
- 喬治·芬尼曼，77歲，美國廣播電視播音員[121]
- 亚历山大·卡日丹，74歲，蘇聯裔美國拜占庭主義者。
- 小威廉·麥克尼科爾斯，87歲，美國政治家，科羅拉多州丹佛市市長（1968-1983）。[122]
- 傑克·帕金森，73歲，美國籃球運動員，死於腦癌。

### 30日
- 韋斯特·阿基恩，36歲，美國音樂家和詞曲作者[123]
- 貝拉·巴倫尼，90歲，奧匈帝國汽車工程師。
- 溫瑟芬·克里普斯，66歲，澳大利亞短跑運動員。[124]
- 多麗絲·琳賽·霍蘭德·羅德斯，87歲，美國政治家。

### 31日
- 派特·柯林斯，62歲，美國催眠師。[125]
- 弗雷·達米昂，98歲，義大利羅馬天主教神父和傳教士[126]
- 詹姆斯·貝內特·格裡芬，92歲，美國考古學家。
- 法扎爾·哈克·穆賈希德，蘇聯-阿富汗戰爭期間的阿富汗聖戰者，被暗殺。
- 埃迪·鐘斯，68歲，美國爵士低音提琴手。[127]
- 奧斯瓦爾德·卡杜克，90歲，二戰期間的德國黨衛軍軍官和戰犯。
- 喬威爾·拉方坦，75歲，美國律師和白宮官員[128]
- 奧維·波爾·林戎，79歲，瑞典陸軍軍官。[129]
- 君特·路德，75歲，德國海軍上將。
- 約翰尼·帕帕利亞，73歲，加拿大黑幫[130]
- 波尔·彼得森，76歲，丹麥足球運動員。